# Aalst (Limburg)
Aalst (Frans: Alost; officieus: Aalst-bij-Sint-Truiden), niet te verwarren met de Oost-Vlaamse stad Aalst, is een dorp in de Belgische provincie Limburg en een deelgemeente van de stad Sint-Truiden, het was een zelfstandige gemeente tot aan de gemeentelijke herindeling van 1971. Het dorp is gelegen in droog-Haspengouw en heeft een licht glooiende bodem. 

## Etymologie
Aalst werd in 1107 voor het eerst schriftelijk vermeld, als Alste. Dit zou afkomstig zijn van het Germaanse alhusta, wat heiligdom betekent.

## Geschiedenis
Enkele Romeinse en Frankische vondsten bewijzen dat er reeds vroeg bewoning was. Het document uit 1107 toont aan dat Aalst toen reeds een parochie was, waarvan het patronaatsrecht berustte bij de Abdij van Sint-Truiden. De heerlijkheid Aalst was een Loons, vanaf 1366 een Luiks, leen. In de 17e en 18e eeuw maakte Aalst, samen met Voort, Brustem en Rijkel, deel uit van de Baronie Voort, die einde 18e eeuw het Graafschap Rijkel ging heten maar uiteindelijk, samen met het feodalisme, werd opgeheven. Aalst werd toen een zelfstandige gemeente.
Aalst staat op de Ferrariskaarten als 'Alst'.
In 1971 werd Aalst voor het grootste deel bij Brustem gevoegd. Het gedeelte dat tot de vliegbasis Brustem behoorde werd bij Sint-Truiden gevoegd. In 1977 werd ook Brustem een deelgemeente van deze stad.
Vermeldenswaardig is dat een roede in Aalst gelijk staat aan 436 m², dit verschilt per regio.

## Demografische ontwikkeling
- Bronnen:NIS, Opm:1831 tot en met 1970=volkstellingen

## Bezienswaardigheden
- De Onze-Lieve-Vrouw-Onbevlekt-Ontvangenkerk, een neogotische dorpskerk uit 1854, omringd door een kerkhof.
- Enkele hoeven met een 18e-eeuwse kern.

Pastorie van Aalst
De geschiedenis van de pastorie in Aalst heeft diepe wortels in de lokale geschiedenis en eigendomsstructuren. Een verslag van 17 december 1737, opgetekend door de Scholtus, een juridisch functionaris die onder andere verantwoordelijk was voor eigendomsregistratie, van Aalst documenteert belangrijke gebeurtenissen rond de eigendomsoverdracht van de pastorie. De Scholtus vermeldde dat de gemeente de pastorie schonk aan de pastoor om de kosten voor onderhoud te vermijden.
Het gebouw werd op 14 oktober 1737 aangekocht via een koopakte van Lambert Varié en was destijds eigendom van de keurvorst van Keulen. Dit was opmerkelijk, aangezien deze regio in die tijd onder het prinsbisdom Luik viel.
Een tweede historisch document, opgesteld door landmeter Van Rutten, bevat een gedetailleerd plan van de pastorie en de bijbehorende gronden. Het document vermeldt dat eigendommen van de kerk volledig geïnventariseerd werden.
In een publicatie uit 1978 in het Plusblad van Sint-Truiden werd de situatie van de pastorie verder belicht, inclusief een tekening van het toilet van de pastoor, die nog steeds overeenkomt met de huidige staat van het gebouw. Door jaren van wanbeheer is het gebouw sterk vervallen. 
Uit andere bronnen blijkt dat tijdens de periode van de Belgische onafhankelijkheid, onder pastoor Teunissen – die tevens de huidige kerk liet bouwen – een deel van de pastorie dienstdeed als school. Dit bakhuis weerspiegelt de multifunctionele rol van de pastorie in de gemeenschap.

## Natuur en landschap
Aalst ligt in Droog-Haspengouw en wordt doorkruist door de Melsterbeek en de Exterzouwbeek. Overtollig regenwater wordt opgevangen door twee wachtbekkens op de kruising van de Borgwormsesteenweg en de Bosberg. Deze werden omstreeks 2006 aangelegd. Naar het zuiden toe loopt de hoogte geleidelijk op tot 100 meter, waar zich Den Armenberg bevindt. Landbouw en fruitteelt vormen de belangrijkste agrarische activiteiten. Ten noordwesten van Aalst bevindt zich de voormalige Vliegbasis Brustem.

## Nabijgelegen kernen
Kerkom-bij-Sint-Truiden, Brustem, Mielen-boven-Aalst, Engelmanshoven
Deelgemeenten: Aalst · Brustem · Duras · Engelmanshoven · Gelinden · Gorsem · Groot-Gelmen · Halmaal · Kerkom-bij-Sint-Truiden · Ordingen · Runkelen · Sint-Truiden · Velm · Wilderen · Zepperen

Overige kernen: Bevingen · Kortenbos · Melveren · Metsteren · Senselberg

Belgische gemeenten · Arrondissement Hasselt · Limburg · Vlaanderen